# Kloedenelloidea
De Kloedenelloidea zijn een superfamilie van uitgestorven kreeftachtigen uit de klasse van de Ostracoda (mosselkreeftjes).

## Families
- Beyrichiopsidae Henningsmoen, 1953 †
- Gotlandellidae Sarv, 1978 †
- Indivisiidae Egorov, 1954 †
- Kloedcytherellidae Kozur, 1985 †
- Kloedenellidae Ulrich & Bassler, 1908 †
- Kloedenellitinidae Abushik, 1990 †
- Knoxitidae Egorov, 1950 †
- Lichwinidae Posner, 1950 †
- Miltonellidae Sohn, 1950 †
- Monotiopleuridae Guber & Jaanusson, 1964 †
- Serenididae Rozhdesvenskaya, 1972 †